# Diocletianus termer

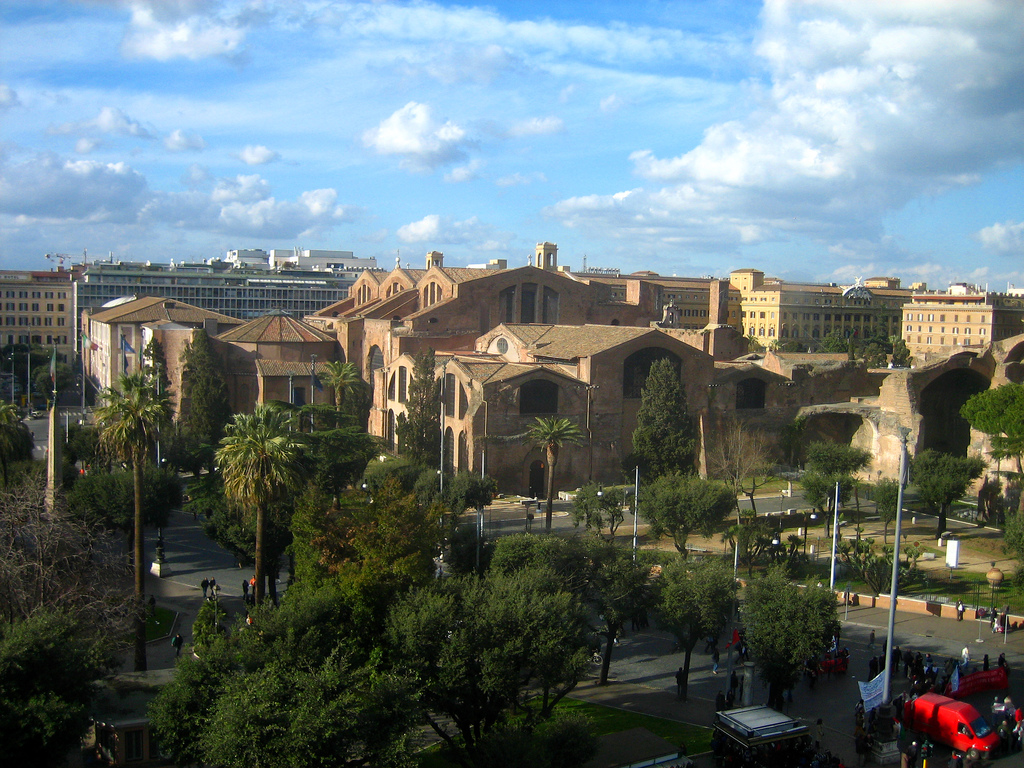
Diocletianus termer.

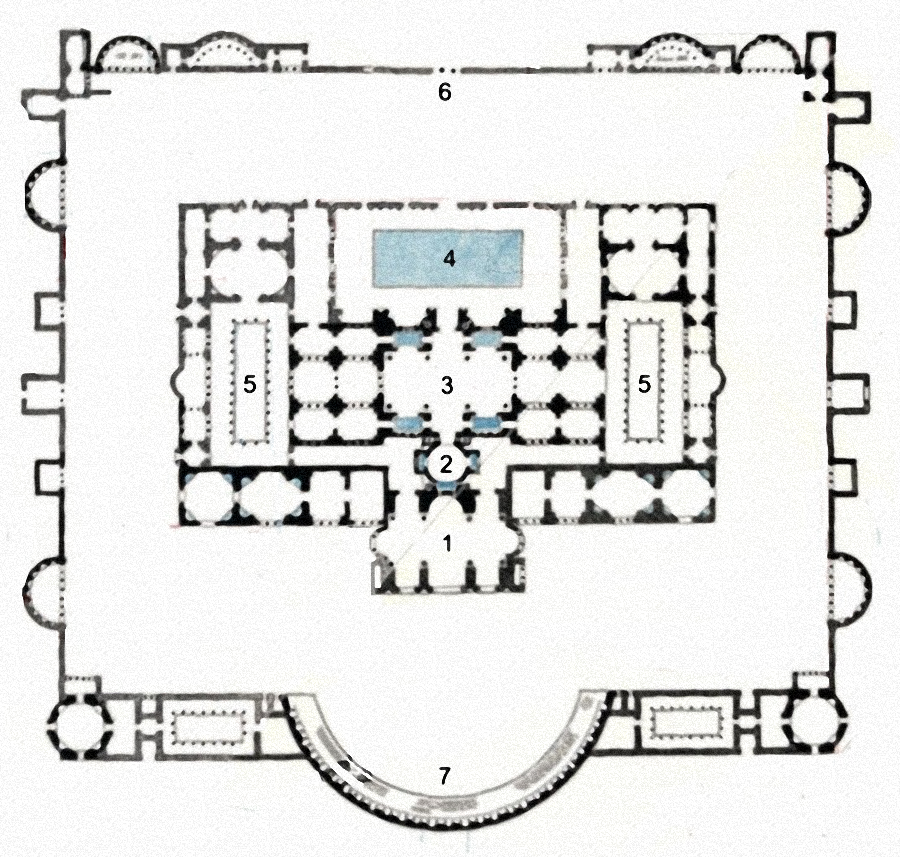
Plan över Diocletianus termer.
1) Caldarium, 2) Tepidarium, 3) Frigidarium, 4) Natatio, 5) Palaestra, 6) Huvudingång, 7) Exedra.

Diocletianus termer (latin Thermae Diocletianae) var det antika Roms största badanläggning (termer).

## Beskrivning
Termerna uppfördes 298–305 e.Kr. av kejsar Diocletianus. Anläggningen hade en kapacitet på 3 000 besökare, vilket är dubbelt så mycket som Caracallas termer. Termerna täckte en yta av 370 x 320 meter. Liksom i de andra stora termerna låg den stora badsviten i mittaxeln på komplexet, omgiven av andra, symmetriskt ordnade rumssviter. Det runda caldariet (varmbadet) följdes av tepidariet (ett ljummet rum), frigidariet (kallbadet) och natatio (simbadet).
Den väldiga badanläggningen var i användning i över 200 år, ända tills goterna på 530-talet förstörde de akvedukter som försåg Rom med vatten. Under medeltiden låg den delvis i ruiner långt utanför det bebodda området i Rom, då den forna jättestaden på grund av den försämrade vattentillgången krympt i hop till en liten stad i kvarteren längs Tibern. På 1500-talet användes det stora frigidariet, som fortfarande var under tak, som ridhus.

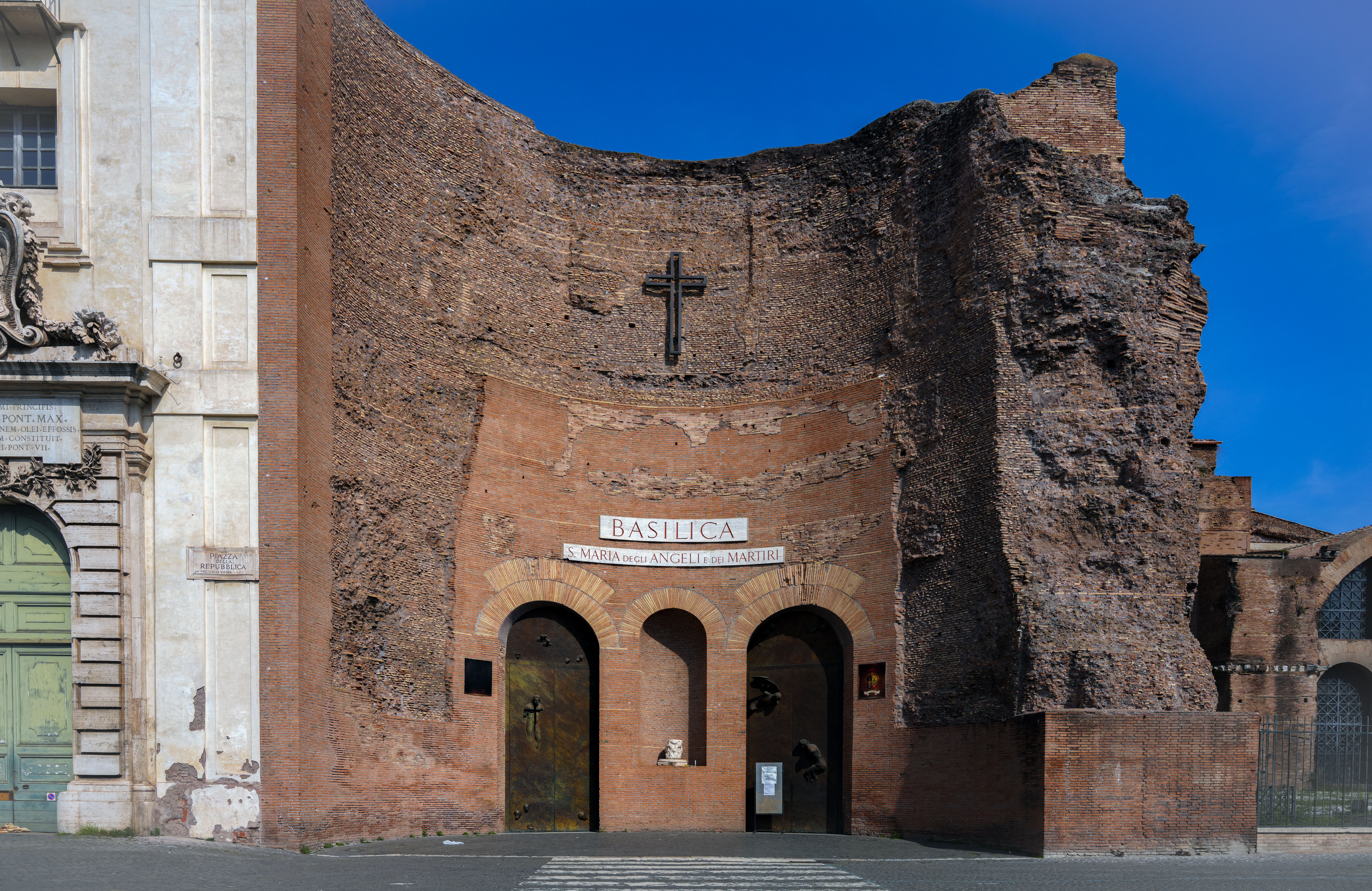
Basilikan Santa Maria degli Angeli.

Kyrkan Santa Maria degli Angeli installerades i de centrala badutrymmena på 1560-talet av Michelangelo. Det runda, kupoltäckta rum, som utgör vestibulen, var tepidariet. De djupa kapellen på sidorna var troligen vattenbassänger. Huvuddelen av kyrkan är frigidariet, en tvärställd basilika med överljus. Det täcks av kryssvalv, burna av åtta väldiga granitkolonner. Korpartiet byggdes på den plats där simbassängen varit belägen.
Vid gatan som passerar utanför, Via Cernaia, ses rester av den ena palaestran, använd för idrottsövningar i det fria. Liksom i Caracallas termer fanns det två sådana, en på var sida om badsviten. Vid Via Romita, som utgör sidan av parken till vänster om kyrkans fasad, står badets yttermurar kvar i full höjd. Bakom dem finns modern bebyggelse. I hörnet av Via Parigi finns en stor kupoltäckt byggnad som senare bebyggts med murar, vilka nu är borttagna igen. Den användes länge som planetarium och är nu museum. En stor exedra i badets mittaxel hörde också till anläggningen. Den motsvaras av de svängda fasaderna vid Piazza della Repubblica, som följer de antika murarna.
På drottning Kristinas initiativ genomfördes en del arkeologiska utgrävningar på 1680-talet. Termerna (italienska Terme di Diocleziano) är nu en del av Museo Nazionale Romano, italienska statens mest betydande antiksamling. Här finns några av de mest kända antika skulpturerna, till exempel Ludovisitronen, Diskuskastaren samt Den döende Niobiden.